# Johann Jakob Lips
Johann Jakob Lips (* 28. April 1791 in Birmenstorf, Kanton Aargau, Schweiz; † 29. April 1833 in Zürich) war ein Schweizer Kupferstecher und Zeichner.

## Leben
Johann Jakob Lips war der Sohn des Matthias und der Maria Lips, geb. Zöbeli. Zu seinem Namensvetter und Lehrer Johann Heinrich Lips bestanden keine verwandtschaftlichen Beziehungen. Lips lernte in frühen Jahren bei Johann Heinrich Lips in Zürich. Um 1811 begab er sich nach Deutschland, wo er sich in Stuttgart bei Johann Friedrich Müller und später in München fortbildete und sich bereits 1814 den Ruf eines «geschickten Künstlers» erwarb.
Ende 1817 kehrte er in die Heimat zurück, wo sein Lehrer und Meister im Mai desselben Jahres verstorben war, und lebte und arbeitete seither in Zürich. Dort liessen sich unter andern Heinrich Merz, von 1821 bis 1824 Carl Gonzenbach und Tobias Hurter (1803–1889) sowie Johann Friedrich Hasler (1808–1871) von ihm ausbilden.
Von seinen Stichen gelten als die gelungensten die Bildnisse des späteren Königs Ludwig von Bayern als Kronprinz, des Dichters Johann Peter Hebel und des heiligen Johannes nach Giulio Romano. Porträts schuf er auch von Johann Heinrich Füssli, Johann Heinrich Boltschauser und Johann Ludwig Ewald. Sein Abbild des
Anton Aloys Fürst zu Hohenzollern-Sigmaringen fusst auf von Marie Ellenrieder geschaffenen Bildern. Ebenfalls nach einem Gemälde Ellenrieders fertigte Lips einen Kupferstich von Ignaz Heinrich von Wessenberg.
Vermutlich von Johann Jakob Lips stammende, ungedruckte Gedichte befinden sich im Nachlass des Zürcher Bürgermeisters Johann Jakob Hess.
Aus Verzweiflung darüber, dass eine Platte, an der er mehrere Jahre gearbeitet hatte, ihm misslungen erschien, nahm „Lips der Jüngere“, wie er zuweilen (in Abgrenzung zu Johann Heinrich Lips) genannt wird, sich im April 1833, einen Tag nach seinem zweiundvierzigsten Geburtstag, das Leben.